# Jerzy Józef Kaszuba
Jerzy Józef Kaszuba Rymgayło herbu Poraj – łowczy starodubowski w latach 1697-1718.
Był elektorem Augusta II Mocnego z powiatu starodubowskiego w 1697 roku.